# International Digital Publishing Forum
Das International Digital Publishing Forum (IDPF) ist eine Handels- und Standardisierungsorganisation, die sich für die Entwicklung und die Verbreitung der digitalen Veröffentlichung einsetzt.
Das Forum unterhält mehrere Arbeitsgruppen, die für 3 Standards verantwortlich sind:
1. Open Publication Structure (OPS)
2. Open Packaging Format (OPF)
3. Container Format (OCF)

Aus diesen 3 Standards setzt sich das EPUB-Format für E-Books zusammen.